# Olenecamptus
Olenecamptus är ett släkte av skalbaggar. Olenecamptus ingår i familjen långhorningar.

## Dottertaxa tillOlenecamptus, i alfabetisk ordning[1]
- Olenecamptus affinis
- Olenecamptus albidus
- Olenecamptus albovittatus
- Olenecamptus anogeissi
- Olenecamptus australis
- Olenecamptus basalis
- Olenecamptus beardsleyi
- Olenecamptus blairi
- Olenecamptus circulifer
- Olenecamptus clarus
- Olenecamptus compressipes
- Olenecamptus detzneri
- Olenecamptus diversemaculatus
- Olenecamptus dominus
- Olenecamptus duodilloni
- Olenecamptus ethiopicus
- Olenecamptus formosanus
- Olenecamptus fukutomii
- Olenecamptus giraffa
- Olenecamptus griseipennis
- Olenecamptus grisescens
- Olenecamptus hebridarum
- Olenecamptus indianus
- Olenecamptus indicus
- Olenecamptus laosensis
- Olenecamptus lineaticeps
- Olenecamptus lumawigi
- Olenecamptus macari
- Olenecamptus malayensis
- Olenecamptus mordkovitshi
- Olenecamptus nigromaculatus
- Olenecamptus nubilus
- Olenecamptus octomaculatus
- Olenecamptus octopustulatus
- Olenecamptus olenus
- Olenecamptus palawanus
- Olenecamptus patrizii
- Olenecamptus pedongensis
- Olenecamptus porcellus
- Olenecamptus pseudostrigosus
- Olenecamptus quadriplagiatus
- Olenecamptus quietus
- Olenecamptus rhodesianus
- Olenecamptus rufus
- Olenecamptus sandacanus
- Olenecamptus sarawakensis
- Olenecamptus senegalensis
- Olenecamptus sexplagiatus
- Olenecamptus shanensis
- Olenecamptus siamensis
- Olenecamptus signaticollis
- Olenecamptus similis
- Olenecamptus somalius
- Olenecamptus somereni
- Olenecamptus strigosus
- Olenecamptus subobliteratus
- Olenecamptus superbus
- Olenecamptus tagalus
- Olenecamptus taiwanus
- Olenecamptus tessellata
- Olenecamptus timorensis
- Olenecamptus triplagiatus
- Olenecamptus vittaticollis
- Olenecamptus zanzibaricus